# 傑夫·佛雷克
杰弗里·蘭恩·佛雷克（英語：Jeffry Lane Flake；1962年12月31日—），是美国的政治人物，共和黨籍，曾任美國駐土耳其大使、亞利桑那州聯邦參議員和聯邦眾議員。
2013年，全國納稅人聯盟頒授「納稅人之友獎」（Taxpayers' Friend Award）給佛雷克。該聯盟為每位國會議員保留一張記分卡，評價議員某些表決。佛雷克2013年的得分是國會最高的，在接受頒獎時，佛雷克稱自己是“參議院最大的小氣鬼”（「the biggest cheapskate in the Senate」）。
佛雷克在2013年同其他来自两党的议员（合称“八人帮”）一起在参议院提出了一项移民改革提案。他经常批评川普，但往往投票支持他的立场。在2017年10月，他宣布将不寻求连任参议员。
2021年，佛雷克經美國總統喬·拜登任命後，於2022年起出使土耳其。外界咸認為拜登政府任命政治人物出身的佛雷克出使土耳其，是對土耳其任命政務官哈桑·穆拉特·默坎出任土國駐美大使的回應。佛雷克駐節土耳其期間，由涉土經驗豐富的副大使歐陽世寧輔佐其大使工作。

## 外部連結
- Background and collected news at The Washington Post
- 美國國會國家人物傳記大辭典中的傳記
- 由華盛頓郵報維護的投票記錄
- 智慧投票计划中的傳記、投票紀錄及利益集團評級
- Congressional profile at GovTrack
- Congressional profile at OpenCongress
- Issue positions and quotes at On the Issues
- Financial information at OpenSecrets.org
- Staff salaries, trips and personal finance at LegiStorm.com
- 聯邦選舉委員會中的競選財務報告和數據
- Appearances on C-SPAN programs
- 網路電影資料庫上的亮相頁面
- Collected news and commentary at The New York Times
- Works by or about 傑夫·佛雷克 in libraries (WorldCat catalog)
- Profile at Ballotpedia
- C-SPAN內的頁面（英文）
- 傑夫·佛雷克參議院官方網站
- 中的“傑夫·佛雷克”

| 美国众议院          | 美国众议院                                                          | 美国众议院               |
| ------------------- | ------------------------------------------------------------------- | ------------------------ |
| 前任者： 馬特·薩蒙  | 亞利桑那州第一國會選區 眾議院議員 2001年－2003年                    | 繼任者： 里克·任茲       |
| 前任者： J·D·海沃思 | 亞利桑那州第六國會選區 眾議院議員 2003年－2013年                    | 繼任者： 大衛·施魏克特   |
| 政党职务            |                                                                     |                          |
| 前任者： 喬恩·凱爾  | 美國參議員亞利桑那州共和黨被提名人 （第1類） 2012年                 | 繼任者： 玛尔塔·麦萨利   |
| 美国参议院          |                                                                     |                          |
| 前任者： 喬恩·凱爾  | 亞利桑那州第1類參議員 2013年－2019年 與約翰·麥凱恩，瓊·凱爾同時在任 | 繼任者： 克里斯滕·希尼玛 |